# Totte Wallin: Guldkorn
Totte Wallin: Guldkorn är ett remastrat samlingsalbum med Totte Wallin.
Skivan gavs ut av Warner Music Sweden.

## Låtlista
1. "Enköpingståge'" - 3:20
2. "Du är vackrast" - 2:26
3. "Nu kommer jag igen" - 3:11
4. "Om fyra flickor" - 3:41
5. "Våren dör aldrig i Prag" - 4:22
6. "Pressveck" - 3:23
7. "Då är det ball med rock 'n' roll" - 3:01
8. "Stilla ett regn" - 4:08
9. "Flumschottis" - 5:21
10. "Shit & Corruption" - 3:53
11. "Kärleken är" - 3:10
12. "Det sista äventyret" - 3:32
13. "Jag fann den vackraste visan" - 4:16
14. "Från Micklagård till Venedig" - 5:54
15. "Nära dej" - 4:41
16. "Ryska posten" - 4:18
17. "Morronpasset" - 4:54